# Ilolanguru
Ilolanguru è una circoscrizione mista (mixed ward) della Tanzania situata nel distretto di Uyui, regione di Tabora. Conta una popolazione di 16 110 abitanti (censimento 2012).